# Famille de Bachasson
Pour les articles homonymes, voir Montalivet.
La famille Bachasson de Montalivet est une famille de la noblesse française qui s'est éteinte en ligne masculine à la fin du XIXe siècle.
Au cours du XIXe siècle, la famille a compté parmi ses membres deux pairs de France héréditaire au titre de baron et qui furent également ministres. L'un des deux est fait comte de l'Empire, en 1808.

## Histoire
Le généalogiste Gustave Chaix d'Est-Ange écrit « La famille Bachasson, originaire de Valence, en Dauphiné, appartenait dès le XVIIe siècle à la haute bourgeoisie de sa région ».
La famille Bachasson est une famille de la bourgeoisie dauphinoise qui compte parmi ses membres des magistrats.
Charles Bachasson, sieur de Montalivet, est anobli le 19 juin 1771 par la charge de conseiller secrétaire du roi en la chancellerie de l'île de Corse. Son fils Jean-Pierre Bachasson de Montalivet et son petit-fils Camille Bachasson de Montalivet seront pairs de France et ministres au XIXe siècle. Jean-Pierre Bachasson de Montalivet sera fait comte de l'Empire en 1808.

## Filiation
La généalogie présentée ci-après est issue des travaux de Gustave Chaix d'Est-Ange (1904) :
- Jean-Pierre Bachasson  (1660-1743), maire de Valence en 1694, professeur à l'Université de cette ville, il fait enregistrer son blason à l'Armorial général de 1696, conseiller du roi, juge-mage et recteur de l'Université de Valence en 1698[3],[4], il meurt à Valence en 1743. Il avait épousé en 1690 Marie Chaix et ils eurent ensemble quatre fils, dont :
  - Jean-Pierre de Bachasson de Montalivet  (1694-1781), chanoine de Valence.
  - Charles-Victor de Bachasson , seigneur de Montalivet, major au régiment de Barrois[1] puis maréchal des camps et armées du roi[5], commandant de la ville de Sarreguemines, chevalier de Saint-Louis en 1745. Il avait acheté en 1740 la terre de Montalivet située près de Montmeyran (Drôme). Il avait épousé Catherine d'Hausen décédée en 1763 dont il n'eut pas d'enfants puis en 1765 Marie-Charlotte Starot de Saint-Germain, dont il eut :
    - Jean-Pierre Bachasson de Montalivet  (1766-1823), né à Sarreguemines en 1766, conseiller au parlement de Grenoble en 1785, puis après la Révolution française, préfet, conseiller d'État, ministre de l'intérieur, intendant de la liste civile, comte de l'Empire par lettres patentes du 27 novembre 1808, pair de France héréditaire au titre de baron en 1819, il meurt en 1823. Il avait épousé en 1797 Marie-Louise-Adélaïde Starot de Saint-Germain (1769-1850), dame du palais de l'impératrice Joséphine, présumée l'une des filles illégitimes du roi Louis XV avec la demoiselle Éléonore Bénard qui avait été mariée à Joseph Starot de Saint-Germain, agrégé de l'Université de Valence puis plus tard fermier général. Ils eurent pour enfant :
      - Simon Bachasson, comte de Montalivet  (1799-1823), lieutenant, pair de France (tué avant d'avoir pu prendre son siège)
      - Camille Bachasson, comte de Montalivet  (1801-1880), né à Valence en 1801, pair de France par droit héréditaire en 1823, plusieurs fois ministre sous la monarchie de Juillet, sénateur, grand-officier de la Légion d'honneur, décédé en 1880. Il avait eu cinq filles de son mariage avec Mlle Paillard-Ducléré (décédée en 1882) :
        - Marie Bachasson de Montalivet , mariée en 1847 au marquis Laurent-François de Gouvion-Saint-Cyr
        - Camille Bachasson de Montalivet , mariée en 1848 au comte Théodose du Moncel, membre de l'Institut
        - Adélaïde Bachasson de Montalivet , mariée en 1850 à Antoine-Achille Masson, d'où descendance famille Masson-Bachasson de Montalivet
        - Marie-Amélie Bachasson de Montalivet , mariée en 1861 à Gustave Guyot de Villeneuve, substitué au titre de comte de son beau-père par décret de Napoléon III[1]
        - Marthe Bachasson de Montalivet , mariée en 1865 à Georges Picot, membre de l'Institut

  - Claude-Laurent Bachasson , seigneur de la Chafine, né en 1710, mestre de camp de cavalerie, chevalier de Saint-Louis, auteur d'une branche demeurée non noble et éteinte en 1880

## Personnalités
- Jean Bachasson  (1580-1638), conseiller du roi, trésorier provincial de l'extraordinaire des guerres, receveur général des finances de Limoges.
- Mlle Bachasson , fondatrice de la chapelle de la Visitation à Crest

## Galerie

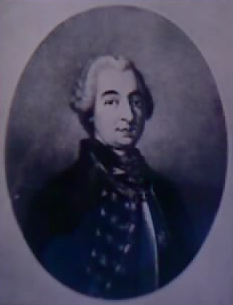
Charles-Victor de Bachasson (1703-1779)
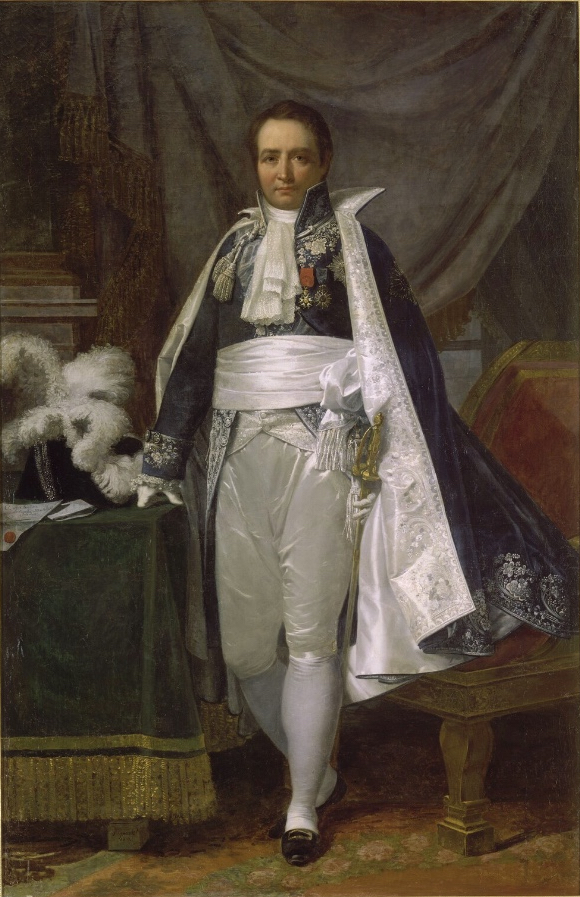
Jean-Pierre Bachasson de Montalivet (1766-1823)
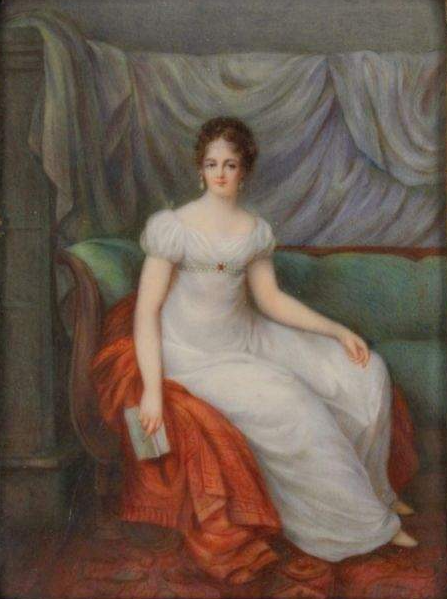
Adélaïde de Saint-Germain (1769-1850), comtesse de Montalivet
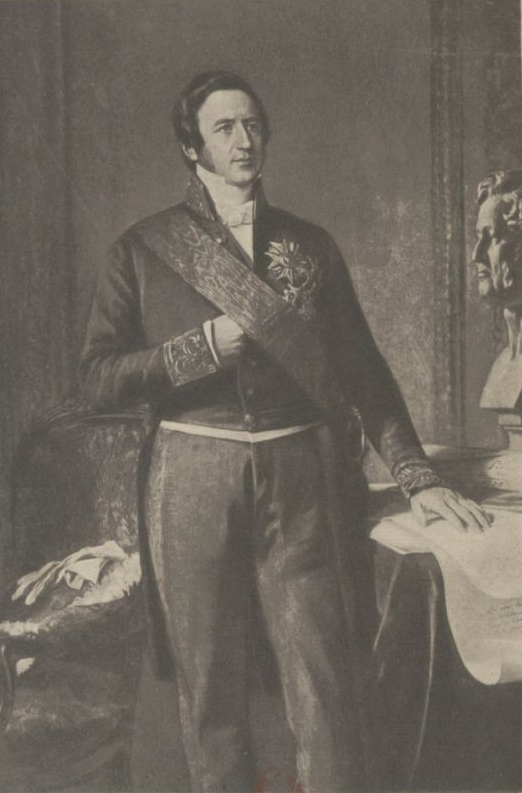
Camille Bachasson, comte de Montalivet (1801-1880)

## Alliances
Les principales alliances de la famille Bachasson de Montalivet sont : Passart (1594), Gobelin, Bignon (1622), Mérault, Barbin de Broyes (1635), Chaix (1690), d'Hausen (1763), Starot de Saint-Germain (1765 et 1797), de Tascher (1827), Paillard-Ducléré (1828) , de Gouvion Saint-Cyr (1847), du Moncel (1848), Masson (1850), Guyot de Villeneuve (1861), Georges-Picot (1865).